# Monte Athos (rilievo)

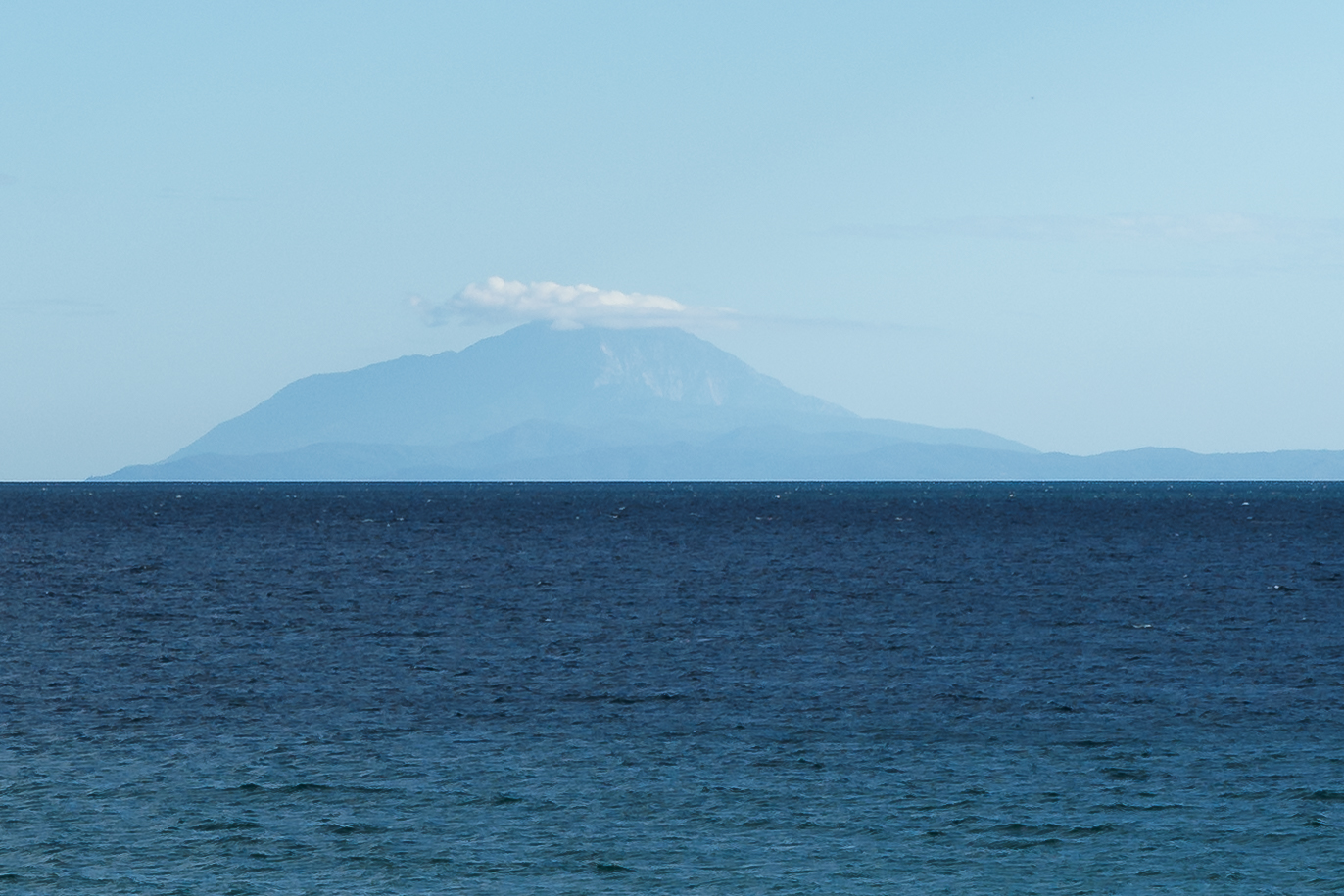
Monte Atos, visto da nord-ovest

Il monte Athos (pronuncia in italiano: /ˈatos/; in greco moderno: Ἄθως, /ˈa.θos/, talvolta italianizzato in Ato) è una montagna della penisola di Athos nella Grecia nord-orientale. Questa penisola è la parte più orientale della più grande penisola Calcidica nella Macedonia centrale, e si protende per 50 km nel Mar Egeo, con una larghezza compresa tra 7 e 12 km e copre un'area di 335,6 km2. Il Monte Athos ha pendii ripidi e densamente boscosi che raggiungono i 2.033 m. La penisola di Athos, a differenza di Sitonia e Kassandra, è una continuazione geologica dei monti Rodopi della Grecia settentrionale e della Bulgaria.
Il Monte Athos è stato abitato fin dall'antichità ed è noto per la sua lunga presenza cristiana e le storiche tradizioni monastiche, che risalgono almeno all'800 d.C. durante l'epoca bizantina. A causa della sua lunga storia di importanza religiosa, dell'architettura agraria ben conservata all'interno dei monasteri e della conservazione della flora e della fauna intorno alla montagna, il Monte Athos è stato iscritto nella lista del patrimonio mondiale dell'UNESCO nel 1988.
Fin dal medioevo è riconosciuto anche come un importante centro del monachesimo ortodosso. Infatti la montagna e la maggior parte della penisola di Athos sono governate come regione autonoma in Grecia dalla comunità monastica del Monte Athos, che è ecclesiasticamente sotto la giurisdizione diretta del Patriarca ecumenico di Costantinopoli. Il resto della penisola fa parte del comune di Aristotelis. 
Alle donne è vietato l'ingresso nell'area governata dalla comunità monastica, anche ai sensi della legge greca.

## Toponimo
Già al tempo della Grecia antica il monte era chiamato in greco Άθως?, Athos, e la penisola su cui insiste era in greco ἡ ἀκτὴ τοῦ Άθω?, he akté tou Atho, appunto "la penisola dell'Athos".
Oggi il monte è chiamato in greco Όρος Άθως?, Òros Àthos, e la penisola è in greco Χερσόνησος του Άθω?, Hersònisos tou Àtho; viene anche utilizzata l'espressione in greco Άγιο Όρος?, Agio Oros, "la santa Montagna" per antonomasia.
Anche alcune lingue parlate da fedeli di tradizione ortodossa (come il bulgaro, il macedone o il serbo) usano il termine equivalente "Santa Montagna" (Света Гора, Sveta Gora), come anche si fa in georgiano მთაწმინდა?, mtats’minda. Tuttavia, non tutte le lingue parlate nel mondo ortodosso usano questa espressione: in russo, per esempio, si utilizza semplicemente in russo Афон?, Afon, che è la trascrizione del greco "Athos", mentre in romeno è utilizzato Muntele Athos o Muntele Atos.

## Morfologia
I mari circostanti, soprattutto all'estremità della penisola, possono essere pericolosi. Nella storia dell'antica Grecia si registrano in quest'area ben due disastri che distrussero intere flotte: nel 492 a.C. Dario, re di Persia, perse 300 navi al comando del generale Mardonio. Nel 411 a.C. gli Spartani persero una flotta di 50 navi sotto l'ammiraglio Epiclea.

Il Monte Athos ha una vasta rete di sentieri, molti dei quali risalgono al periodo bizantino. Molti in genere non sono accessibili al traffico automobilistico.

Un modello 3D del monte Athos

## Flora
Gran parte del Monte Athos è ricoperta da foreste miste di latifoglie decidue e sempreverdi. Le foreste di pino nero (Pinus nigra) si trovano ad altitudini più elevate. La vegetazione a macchia sclerofilla si trova anche in tutto il Monte Athos. Tipici alberi forestali sono il castagno (Castanea sativa), il leccio (Quercus ilex), la quercia spinosa (Quercus coccifera), la quercia ungherese (Quercus frainetto), il platano orientale (Platanus orientalis), il pino nero (Pinus nigra) e il cedro (Calocedrus). Altre specie vegetali comuni sono il corbezzolo (Arbutus unedo e Arbutus andrachne), il cipresso (Cupressus sempervirens), l'alloro (Laurus nobilis), il lentisco (Pistacia lentiscus), la fillirea (Phillyrea latifolia), l'olivastro (Olea europea) e l'erica (Erica spp.). Gli alberi decidui che si trovano principalmente lungo i corsi d'acqua includono il salice bianco, l'alloro, il platano orientale e gli ontani.
Il pino d'Aleppo (Pinus halepensis) si trova più comunemente nella parte settentrionale della penisola. Più a sud si trova la macchia a latifoglie. Il bosco di latifoglie caducifoglie dominato dal castagno dolce sovrasta la macchia di latifoglie. Ci sono anche foreste miste costituite da querce decidue, oltre a tigli, pioppi tremuli, carpini neri e aceri. Pino nero e ginepro puzzolente si trovano ad altitudini più elevate. Alcune piante erbacee con tuberi e bulbi includono specie di croco, anemone, ciclamino e fritillaria.
Almeno 35 specie di piante sono endemiche del Monte Athos, la maggior parte delle quali si trova nell'area della vetta principale a sud. Isatis tintoria ssp. athoa, una sottospecie di guado, e Viola athois prendono il nome dal Monte Athos. Il Monte Athos ospita anche 350 specie di funghi.

## Fauna
I mammiferi includono il lupo grigio (Canis lupus), il cinghiale (Sus scrofa), la volpe rossa (Vulpes vulpes), lo sciacallo (Canis aureus), il tasso europeo (Meles meles), la faina (Martes foina), l'ermellino (Mustela erminea), donnola (Mustela nivalis vulgaris), riccio europeo (Erinaceus concolor), toporagni (Crocidura spp.) e foca monaca mediterranea (Monachus monachus). Altre specie di mammiferi includono caprioli, lepri e scoiattoli rossi. Gli uccelli includono la cicogna nera (Ciconia nigra), il biancone (Circaetus gallicus), l'aquila reale (Aquila chrysaetos), il grillaio (Falco naumanni), il gallo cedrone (Tetrao urogallus), il gufo reale (Bubo bubo), la berta maggiore (Puffinus yelkouan) e il gabbiano corso (Larus audouinii). Altre specie di uccelli includono rondoni, rondini, balestrucci, usignoli e upupe.

## Storia

### Antichità

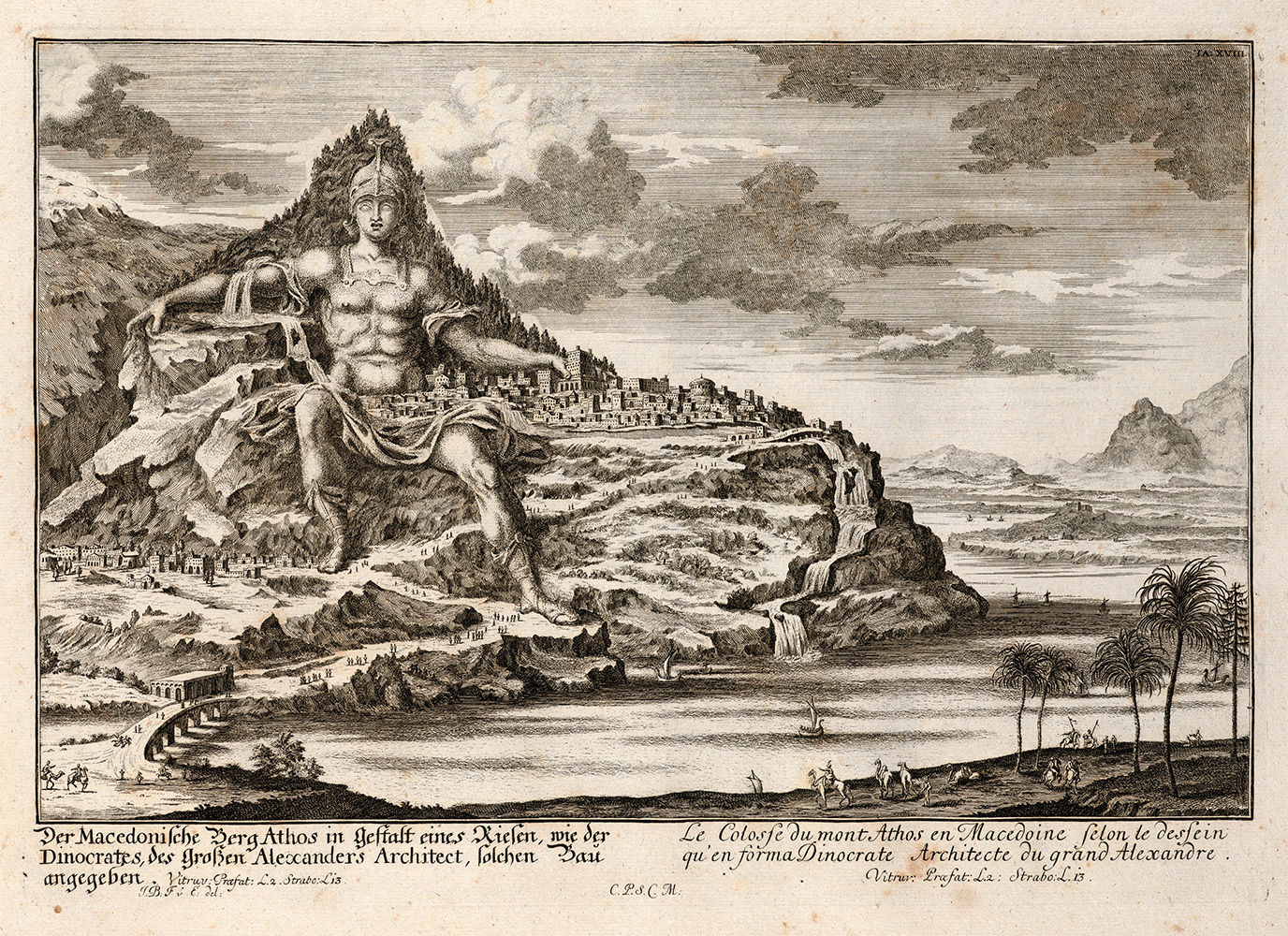
Vista immaginaria del monumento ad Alessandro, proposta da Dinocrates. Incisione di Johann Bernhard Fischer von Erlach, 1725

Nella mitologia greca, Athos è il nome di uno dei Giganti che sfidò gli dei greci durante la Gigantomachia. Athos lanciò una massiccia roccia a Poseidone che cadde nel Mar Egeo e divenne il Monte Athos.
Omero menziona il monte Athos nell'Iliade. Erodoto scrive che, durante l'invasione persiana della Tracia nel 492 a.C., la flotta del comandante persiano Mardonio fece naufragio con perdite di 300 navi e 20.000 uomini, da un forte vento del nord mentre tentava di doppiare la costa vicino al Monte Athos. Erodoto menziona la penisola, allora chiamata Akte, dicendoci che i Pelasgi dell'isola di Lemno la popolarono e nominando cinque città su di essa, Sane, Kleonai (Cleonae), Thyssos (Thyssus), Olophyxos (Olophyxus) e Akrothoon (Acrothoum). Strabone menziona anche le città di Dion (Dium) e Akrothoon. Eretria stabilì anche colonie su Akte. Almeno un'altra città fu fondata nel periodo classico: Akanthos (Acanthus). Alcune di queste città hanno coniato le proprie monete. 
La penisola era sulla rotta dell'invasione di Serse I, che, memore della precedente sfortunata missione navale persiana, trascorse tre anni scavando il Canale di Serse attraverso l'istmo per consentire alla sua flotta d'invasione nel 483 a.C. di evitare il periplo del promontorio, le cui insidie avrebbero potuto rivelarsi ancora una volta determinanti. Dopo la morte di Alessandro Magno, l'architetto Dinocrates (Deinokrates) propose di scolpire l'intera montagna in una statua di Alessandro.
Plinio il Vecchio affermò nel 77 d.C. che gli abitanti del Monte Athos potevano "vivere fino al loro quattrocentesimo anno" per il fatto che mangiano la pelle delle vipere.
La storia della penisola durante le ultime epoche è avvolta dalla mancanza di resoconti storici. Gli archeologi non sono stati in grado di determinare l'esatta ubicazione delle città segnalate da Strabone. Si ritiene che dovessero essere stati abbandonati quando i nuovi abitanti di Athos, i monaci, iniziarono ad arrivare qualche tempo prima del IX secolo d.C.

### Epoca cristiana

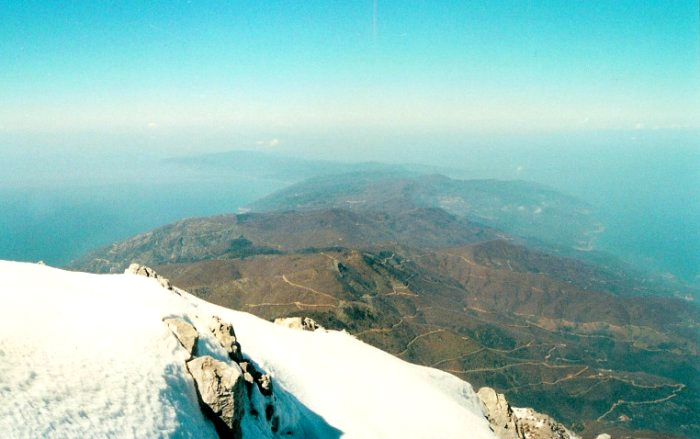
La penisola vista dalla vetta del Monte Athos

Secondo la tradizione athonita, la Beata Vergine Maria stava navigando accompagnata da San Giovanni Evangelista da Joppe a Cipro per visitare Lazzaro. Quando la nave fu spinta fuori rotta verso l'allora pagano Athos, fu costretta ad ancorare vicino al porto di Klement, vicino al moderno monastero di Iviron. La Vergine scese a terra e, travolta dalla meravigliosa e selvaggia bellezza naturale del monte, lo benedisse e chiese al Figlio che fosse il suo giardino. Si udì una voce che diceva: "Ἔστω ὁ τόπος οὗτος κλῆρος σὸς καὶ περιβόλαιον σὸν καὶ παράδεισος , ἔτι δὲ καὶ λιμὴν σωτήριος τῶν θελόντων σωθῆναι" (Traduzione: "Che questo luogo sia la tua eredità e il tuo giardino, un paradiso e un porto di salvezza per coloro che cercano di essere salvati"). Da quel momento la montagna fu consacrata come giardino della Madre di Dio e fu preclusa a tutte le altre donne. I documenti storici sulla storia dell'antico Monte Athos sono molto pochi. È certo che i monaci vi si trovassero fin dal IV secolo, e forse dal III. Durante il regno di Costantino I (324–337) vi vivevano sia cristiani che seguaci della religione greca tradizionale. Durante il regno di Giuliano (361–363), le chiese del Monte Athos furono distrutte ei cristiani si nascosero nei boschi e in luoghi inaccessibili. Successivamente, durante il regno di Teodosio I (379–395), i templi della religione greca tradizionale furono distrutti. Il lessicografo Esichio di Alessandria afferma che nel V secolo esisteva ancora un tempio e una statua di "Zeus Athonita". Dopo la conquista islamica dell'Egitto nel VII secolo, molti monaci ortodossi del deserto egiziano cercarono di trovare un altro posto tranquillo; alcuni di loro arrivarono nella penisola di Athos. Un antico documento afferma che i monaci "costruivano capanne di legno con tetti di paglia [...] e raccogliendo frutti dagli alberi selvatici si procuravano pasti improvvisati.

## Letteratura
Si fa riferimento ad un manoscritto trovato sul Monte Athos sia nei Racconti di un pellegrino russo sia nel Preambolo al Frammento apocrifo di Stratone da Lampsaco, scritto da Giacomo Leopardi e facente parte delle Operette morali.